# وهبان بن عثمان
وهبان بن عثمان البغدادي عالم جَلِيل و مُحَدِث من رواة الحديث وِلد ومَات ودُفن ببغداد، عَاش في عَهد المأمون بن هارون الرشيد ورتبته مجهول الحال.

## شيوخه
- أبو عثمان عفان بن مسلم بن عبد الله الباهلي البصري.
- أبو همام الوليد بن شجاع بن الوليد بن قيس السكوني الكندي المُلَقب بابن أبي بدر.

## تلاميذه
- أبو جعفر أحمد بن محمد بن سلامة بن سلمة الأزديّ الطحاوي.